# Anaga
Anaga este o arie protejată (arie de protecție specială avifaunistică — SPA) din Spania întinsă pe o suprafață de 14.319,09 ha, integral pe uscat.

## Localizare
Centrul sitului Anaga este situat la coordonatele 28°32′28″N 16°13′48″W / 28.5412°N 16.2301°V.

## Înființare
Situl Anaga a fost declarat arie de protecție specială avifaunistică în octombrie 2022 pentru a proteja 17 specii de animale.

## Biodiversitate
Situată în ecoregiunea , aria protejată nu include niciun habitat protejat.
La baza desemnării sitului se află mai multe specii protejate de  păsări (17): uliu păsărar (Accipiter nisus granti), Bulweria bulwerii, Calonectris borealis, prundăraș de sărătură (Charadrius alexandrinus), Columba bollii, Columba junoniae, egretă mică (Egretta garzetta), șoim călător (Falco peregrinus), Hydrobates castro, Hydrobates pelagicus, stârc pitic (Ixobrychus minutus), vultur pescar (Pandion haliaetus), Puffinus lherminieri, Pyrrhocorax pyrrhocorax, chiră de baltă (Sterna hirundo), turturică (Streptopelia turtur), călifar roșu (Tadorna ferruginea).